# أول آي وانت إز إيفريثينغ
«أول آي وانت إز إيفريثينغ» (بالإنجليزية: All I Want Is Everything)‏، هي أغنية لفرقة الهارد روك البريطانية ديف ليبارد من ألبومها لعام 1996، سلانغ. وصلت الأغنية للمرتبة 38 على لائحة الأغاني المنفردة في المملكة المتحدة. لم تُغنَّ الأغنية في الحفلات الموسيقية منذ جولة سلانغ العالمية في 1997. في إشارة للأغنية، قال المغني الرئيسي جو إليوت في تعليق الألبوم أن «أول آي وانت إز إيفريثينغ» «قد جُربت كأغنية موسيقى ريفية، مرت [الأغنية] بعدة تغييرات في الاستوديو». قال إليوت أيضاً أن الأغنية «كانت ذات حس بيو تو»، وأن كلمات الأغنية «المتزنة» قد جمعت «الكثير مما كانت تعاني منه الفرقة في ذلك الوقت: الموالد، والوفيات، والطلاقات».

## أغنية مصورة
كانت الأغنية المصورة من إخراج مات ماهورين وتم تصويرها في «استوديوز آند لوكيشنز»، الولايات المتحدة في أغسطس 1996. أصدرت الأغنية المصورة في سبتمبر 1996.

## قائمة الأغاني

### سي دي: بلادجن ريفولا - ميركري / LEPDD17 (المملكة المتحدة) / 578 539-2 (دولياً)
احتوت هذه النسخة على «الإصدار المحدود بشدة لبطائق المجمع البريدية». احتوت على بطائق بريدية للألبومات سلانغ، وريترو أكتيف، وأدرينالايز، وفاولت، مع تعليقات أعضاء الفرقة على ظهر كل بطاقة.
1. «أول آي وانت إز إيفريثينغ»
2. «كوز وي إيندد أز لافرز»
3. «ليد بوتس»
4. «أول آي وانت إز إيفريثينغ» (معدلة)

### سي دي: بلادجن ريفولا - ميركري / 314 578 548-2 / الولايات المتحدة
1. «أول آي وانت إز إيفريثينغ»

ُ# «موف وذ مي سلولي»

### سي دي: بلادجن ريفولا - ميركري / LEPCD 17 / 578 537-2
1. «أول آي وانت إز إيفريثينغ»
2. «وين ساترداي كامز»
3. «جيميز ثيم»
4. ُ «أول آي وانت إز إيفريثينغ» (معدلة)